# 8e régiment d'artillerie coloniale
Le 8e régiment d'artillerie coloniale (8e RAC) est une unité de l'Armée de terre française. Créé en 1939 au début de la Seconde Guerre mondiale, le 8e RAC combat pendant la bataille de France en juin 1940. Devenu en 1958 8e régiment d'artillerie de marine, il est dissout en 1970. 

## Création et différentes dénominations
- 1er juillet 1939 : création du 8e régiment d'artillerie coloniale (8e RAC)
- 1er septembre 1939 : dissous
- 25 avril 1940 : création du 8e régiment d'artillerie coloniale tractée tout terrains (8e RAC TTT)
- 1er août 1940 : dissous
- 1er décembre 1951 : formation du Ier groupe du 8e régiment d'artillerie coloniale (I/8e RAC)
- 1er décembre 1958 : renommé Ier groupe du 8e régiment d'artillerie de marine
- 1er février 1960 : devient 8e régiment d'artillerie de marine
- 1er novembre 1970 : devient 9e régiment d'artillerie de marine

## Historique

### Entre-deux-guerres
Le 8e régiment d'artillerie coloniale est d'abord créé le 1er juillet 1939 à Toulon, à partir du centre d'instruction d'artillerie de côte et de DCA. Il est dissout le 1er septembre 1939. 

### Seconde Guerre mondiale
Il est recréé le 25 avril 1940 à Rueil sous le nom de 8e régiment d'artillerie coloniale tractée tout terrains (8e RAC TTT). Il doit former, avec le 208e régiment d'artillerie lourde coloniale, l'artillerie de la 8e division d'infanterie coloniale, rattachée à l'armée des Alpes. Commandé par le lieutenant-colonel Philippe, le régiment est constitué de trois groupes de douze canons de 75 tractés tout-terrains chacun. La matériel est moderne et les cadres appartiennent à l'active. Le groupe ne rejoint pas sa division et est déployé le 16 mai 1940 à l'est de Paris, pour défendre le canal de l'Ourcq au nord-est de Meaux.
Fin mai 1940, le 8e RAC et le 208e RALC sont rattachés à la 40e division d'infanterie alpine, formée de chasseurs alpins revenus de l'expédition de Norvège. Le 8e RAC se regroupe le 30 mai à Saint-Nom-la-Bretèche puis rejoint sa division à Aumale (Seine-Maritime) le 4 juin au soir. Le 6, le régiment détache un canon par batterie pour assurer la défense antichar des bataillons d'infanterie de la division, déployée sur la ligne Weygand entre Senarpont et Guibermesnil. Les blindés allemands sont bloqués mais le régiment subit des pertes importantes, dont les 4e et 5e batteries (IIe groupe). L'attaque se poursuit le lendemain et les restes du IIe groupe défendent Orival en stoppant les Allemands à seulement 200 m de ses positions. 
Le régiment soutient la défense de la Bresle le 8 juin puis sa division décroche dans l'après-midi, après la percée de Rommel sur son flanc droit. Il reste au régiment la moitié de ses 36 pièces initiales. Il se replie vers Neufchâtel-en-Bray, Tôtes et Veules-les-Roses. C'est dans cette localité que le régiment perd de nombreux hommes, capturés par les Allemands. Le IIIe groupe se replie vers la Mayenne mais subit de lourds dégâts dans une embuscade à Quincampoix. Les deux autres groupes ne parviennent pas à franchir la Seine et se dirigent vers le nord-ouest. Ils se rendent sur ordre à Angiens le 12 juin, après avoir détruit les canons restants. La 9e batterie (IIIe groupe) parvient le 12 juin à embarquer à Harfleur pour rejoindre Cherbourg mais elle est capturée le 19 juin à Saint-Sauveur-le-Vicomte. 
Les éléments rescapés du 8e RAC sont rattachés aux 5e et 3e divisions légères de cavalerie, qui traversent la Loire et retraitent jusque dans le Lot et la Gironde. Le 8e RAC est dissout le 1er août 1940. 
La 10e batterie antichar divisionnaire du 8e RAC suit un autre itinéraire. Constituée le 9 juin 1940 à Nemours à partir des 603e et 604e batteries antichars de réserve générale, elle est affectée au corps de cavalerie. Elle combat avec la 1re division légère mécanique (DLM) sur l'Avre puis retraite vers la Loire, la Charente et la Dordogne avec la 3e DLM. Elle a détruit pendant sa retraite dix blindés et huit véhicules, au prix de trois canons de 47. 

### Après 1945
L'unité est recréée le 1er décembre 1951 comme Ier groupe du 8e régiment d'artillerie coloniale, renommé Ier groupe du 8e régiment d'artillerie de marine le 1er décembre 1958.
Devenu 8e régiment d'artillerie de marine le 1er février 1960, il est dissout le 31 octobre 1970 et devient le lendemain 9e régiment d'artillerie de marine.

## Étendard
L'étendard du 8e régiment d'artillerie de marine ne porte aucune inscription.